# Bingen Fernández
Bingen Fernández (født 15. december 1972) er en spansk tidligere professionel cykelrytter.